# Sugar Free
"Sugar Free" (tiếng Hàn Quốc: 슈가프리) là đĩa đơn của nhóm nhạc nữ Hàn Quốc T-ara được phát hành vào ngày 10 tháng 9 năm 2014. Với lần trở lại này, T-ara chọn ca khúc mang thể loại Big Room sôi động.

## Phát hành
"Sugar Free" là ca khúc theo thể loại nhạc dance điện tử (EDM) với vũ đạo "rắc đường" cùng nền nhạc điện tử dồn dập và sôi động, làm người nghe bắt gặp phong cách nhạc lặp đi lặp lại, dễ gây nghiện. Nhạc nền dồn mạnh và chói phần nào che lấp giọng hát của ca sĩ. Ca khúc do Shinsadong Tiger sản xuất, người đã làm việc với nhóm qua các đĩa đơn "Roly-Poly", "Lovey-Dovey", "Number 9" và nhạc sĩ Beom & Nang. "Sugar Free" nằm trong mini-album thứ 11 của nhóm là And & End, giành vị trí thứ 4 trên bảng xếp hạng Kỹ thuật số thế giới, đứng nhất trên trang web chia sẻ MV lớn nhất của Trung Quốc YinYueTai trong 6 ngày.
Ngày 24 tháng 9, một album remix theo phong cách nhạc điện tử, nhạc sàn được phát hành cùng tên gọi EDM Club Sugar Free Edition với 16 bản. Các bài hát được DJ KOO và một số DJ nổi tiếng khác như DJ Ferry, DJ Beatrappa, DJ Dion, Jeffrey Che, DJ Big Bounce X, DJ Onetwo, Monster Factory thực hiện hòa âm. Album này bao gồm một phiên bản tiếng Anh của "Sugar Free", đó là bài hát đầu tiên của T-ara được thu âm bằng tiếng Anh. Ngày 9 tháng 10, đại diện của T-ara cho biết: Chúng tôi chỉ phát hành phiên bản giới cho album EDM Edition là 7.000 bản, nhưng người hâm mộ ở Đông Nam Á đã đặt hàng gần 20.000 bản. Chúng tôi rất ngạc nhiên và cảm ơn sự quan tâm của người hâm mộ, do album này lên kế hoạch chỉ là phát hành phiên bản giới hạn nên chúng tôi quyết định không phát hành thêm.
Ngày 19 tháng 5 năm 2016, YinYueTai công bố Top 15 MV có lượt xem cao nhất trên YinYueTai. Trong danh sách này, T-ara đứng nhất và nhì với hai video nhạc "No.9" (133 triệu lượt xem) và "Sugar Free" (122.8 triệu lượt xem).

## Quảng bá
Ngày 11 tháng 9, T-ara trình diễn lần đầu tiên "Sugar Free" trên M! Countdown cùng 2PM, Teen Top, Super Junior và JYJ.

## Xếp hạng
| Bảng xếp hạng                 | Xếp hạng cao nhất |
| ----------------------------- | ----------------- |
| Gaon Weekly Digital Chart     | 1                 |
| Gaon Monthly Digital Chart    | 1                 |
| Billboard World Digital Songs | 4                 |

## Danh sách bài hát
| STT | Nhan đề                     | Phổ lời                       | Phổ nhạc                      | Thời lượng |
| --- | --------------------------- | ----------------------------- | ----------------------------- | ---------- |
| 1.  | "Sugar Free" (BigRoom ver.) | Shinsadong Tiger, Beomi Nangi | Shinsadong Tiger, Beomi Nangi | 3:55       |
| 2.  | "Sugar Free"                | Shinsadong Tiger, Beomi Nangi | Shinsadong Tiger, Beomi Nangi | 3:55       |
| 3.  | "Sugar Free" (Instrumental) | Shinsadong Tiger, Beomi Nangi | Shinsadong Tiger, Beomi Nangi | 3:55       |